# Sirdaryo
Sirdaryo o también Sir Daria, es una localidad de Uzbekistán, en la provincia de Sir Daria. Lleva el nombre del río Sir Daria en uzbeko.
Se encuentra a una altitud de 263 m sobre el nivel del mar. 

## Demografía
Según estimación 2010 contaba con una población de 30 450 habitantes.